# Pigen Gogo
Pigen Gogo også kendt som Taxa eller 79 of Station er en islandsk film fra 1962, instrueret af Erik Balling.

## Handling
Hovedpersonen er en taxachauffør med kaldenummeret 79. 'Stödin' betyder centralen, hvor telefondamen råber til ham, mens han holder pause: "79 af stödinni"

## Medvirkende
- Kristbjörg Kjeld som Gogo
- Gunnar Eyolfsson som Ragnar
- Róbert Arnfinnsson som Gudmundur
- John D. Tacy som Bob
- Helga Löve
- Emelia Jonasdottir
- Regina Thordardottir
- Haraldur Björnsson
- Baldwin Halldorsson
- Lawrence W. Schneph